# Río Tígoda
Tígoda (en ruso: Тигода) es un río que cruza los óblast de Nóvgorod y Leningrado, en Rusia.  Es un afluente izquierdo del río Vóljov. Comienza a fluir al nivel de 55 metros cerca de la estación Ogorelye del Ferrocarril Nóvgorod-San Petersburgo, y desemboca en el río Vóljov a un nivel de 17 metros. Su longitud es de 143 km. La ciudad de Liubán está situada a sus orillas.

## Afluentes
- Ravan
- Chagoda
- Kusinka